# Тазівське нафтогазоконденсатне родовище
Тазівське нафтогазоконденсатне родовище — перше газове родовище, відкрите в майбутньому найбільшому газопромисловому центрі Росії на півночі Тюменської області. Розташоване у 525 км на північний схід від Салехарду в районі Мамаївського мису. 

## Геологічна інформація
Родовище, яке відноситься до Надим-Пур-Тазівської нафтогазоносної області Західносибірської нафтогазоносної провінції, відкрили 27 вересня 1962 року при спорудженні опорної свердловини Р-1. Під час роботи бурового верстата сталась аварія, внаслідок якої почалось безперервне фонтанування газу та води. Причиною аварії було потрапляння на глибині 2200 метрів у горизонт з високим пластовим тиском, що одночасно стало відкриттям газового родовища. Оскільки не відбулось займання фонтануючого газу, його витік вдалось припинити менш ніж через місяць — 22 жовтня.
Основні запаси пов'язані із сеноманськими відкладеннями (верхня крейда). Також отримані припливи газу з валанжинського ярусу (нижня крейда). 
Родовище має нафтову облямівку. Всього в його межах виявлено 4 газових, 5 газонафтових та 3 газоконденсатні поклади. Колектори — пісковики з лінзовидними вкрапленнями глин та вапняків.
Запаси за російською класифікаційною системою по категоріях АВС1 оцінюються у 98 млрд.м3 газу та 40 млн.т нафти.

## Розробка
Обмежена розробка велась з 1968 року із використанням кількох свердловин, при цьому продукцію викорисовували лише для покриття місцевих потреб селищ Газ-Сале та Тазівське (до останнього проклали газопровід у 2002 році). Як наслідок, до 2015 року накопичений видобуток склав всього 2,5 млрд.м3. 
Повномасштабна розробка родовища стартувала в 2020 році, при цьому за проектом планували вихід на "полку" видобутку на рівні 2,1 млн тон нафти на рік. Що стосується газу, то в 2021-му його середньодобовий видобуток досягнув 15,2 млн м3.
Видачу нафти організували по перемичці довжиною 40 км до нафтопроводу Заполярря – Пурпе. Газ транспортується по трубопроводу Тазівське – УКПГ-3С.